# Аймар, Карлос
Карлос Даниэль Аймар (исп. Carlos Daniel Aimar; род. 21 июля 1950, Корраль-де-Бустос, Кордова) — аргентинский футболист и футбольный тренер. Был помощником министра спорта провинции Санта-Фе и в настоящее время является аналитиком футбольной программы «90 минут футбола» в эфире «Fox Sports».

## Карьера игрока
В детстве «el Cai» играл за команду из родного города. В 1970 году, когда ему было 19, его команда играла в матче против «Росарио Сентраль», Аймар также принимал участие в игре, тогда его и заметил Карлос Тимотео Григуол, тогдашний тренер команды, и отметил, что Аймар интересный игрок, которого стоит пригласить на просмотр. Ему удалось успешно пройти проверку, и он переехал в Росарио, чтобы играть в местном клубе. Его основным амплуа была позиция правого полузащитника, хотя, по большому счёту, он был универсалом.
В 1971 году Анхель Лабруна, который тогда был техническим директором клуба, настоял на том, чтобы Аймара выпустили в важном матче чемпионата против «Эстудиантес», матч закончился поражением. Однако «Росарио» выиграл национальный чемпионат в том году и повторил успех через два года.
В 1979 году он закончил свою карьеру в рядах клуба «Сан-Лоренсо де Альмагро», который тогда тренировал Карлос Билардо. Аймар был вынужден разорвать свой контракт после 6 месяцев в клубе, так как страдал остеоартрозом тазобедренного сустава, с такой болезнью он не мог продолжать играть в футбол.

## Тренерская карьера
Как тренер он начинал с молодёжного состава «Феррокариль Оэсте», основной состав которого тренировал всё тот же Карлос Тимотео Григуол. Такое плодотворное сотрудничество помогло выявить немало молодых талантов. В итоге Аймар перешёл в «Депортиво Эспаньол» в 1988 году. Через год он переехал в Европу, чтобы тренировать «Логроньес», скромный клуб из испанского чемпионата, с которым он занял седьмое место в лиге, что позволило участвовать в Кубке УЕФА.
Через год он был нанят «Бока Хуниорс», с которыми выиграл Суперкубок Либертадорес и Рекопу Южной Америки, а в 1991 перешёл в «Росарио Сентраль», клуб, в котором он ещё не так давно играл сам. В 1992 году он вернулся в Испанию, к «Логроньес», где проработал до 1994 года, не дав ему вылететь во Второй Дивизион в последние дни.
Затем он перешёл в «Сельту». В 1996 году Аймар снова возвращается в Аргентину, в «Сан-Лоренсо», также не чужой для него клуб. Однако его пребывание у руля команды было коротким, и он вернулся в Испанию и опять-таки в «Логроньес», а позже перешёл в «Тенерифе», заменив Хуан Мануэль Лилло.
В 2002 году после недолгого пребывания в «Ланусе» Аймар подписал контракт с клубом «Леганес» по просьбе соотечественника Даниэля Гринбанка, такой честью Аймар был обязан своему опыту работы в испанской лиге. Однако после ухода с поста Гринбланка в середине сезона Аймар ушёл в отставку с должности тренера, не завершив сезон. Он не возвращался в профессиональный футбол до 2005 года, когда он подписал контракт с «Кильмесом», но после серии плохих результатов он был уволен.

## Вне футбола
После окончания карьеры в качестве тренера Аймар отправился в политику, став помощником министра спорта в провинции Санта-Фе, Аргентина.
В начале февраля 2008 года начал работать в спортивной программе «90 минут футбола» на «Fox Sports».